# Герлиц
Герлиц или Згорзелец (њем. Görlitz, пољ. Zgorzelec, глсрп. Zhorjelc) град је у њемачкој савезној држави Саксонија. Једно је од 59 општинских средишта округа Герлиц. Река Ниса протиче источно и чини границу између Немачке и Пољске. Уједно и најисточнији град Немачке. Посједује регионалну шифру (AGS) 14626110. Крајем 2010. Герлиц је имао око 56.400 становника.

## Географски и демографски подаци
Град се налази на надморској висини од 199 метара. Површина општине износи 67,2 km².

## Становништво
У самом граду је, према процјени из 2010. године, живјело 56.461 становника. Просјечна густина становништва износи 840 становника/km².

## Историја
Година оснивања Герлица није позната, али се град први пут помиње 1071. у документу из доба владавине Хенрика IV. Име града потиче од словенске речи за ватром искрчени простор. Насеље се развило у град у 13. веку. Герлиц је 1635. постао део Саксоније, а после 1815. био је у пруској Шлезији.
После Другог светског рата мањи део града на источној обали Нисе припао је Пољској и данас се зове Згожелец. Град је богат архитектонским споменицима (готика, ренесанса, барок, историцизам, југендстил), јер за разлику од других немачких градова није страдао у бомбардовањима у рату.
У овом граду је рођен Павле Јуришић Штурм (њем. Paulus Eugen Sturm), српски генерал током Балканских ратова и Првог светског рата и ветеран Француско-пруског рата 1870—1871.

## Међународна сарадња
| Мјесто     | Држава    | Врста сарадње | Од    |
| ---------- | --------- | ------------- | ----- |
| Згожелец   | Пољска    | партнерство   | 1975. |
| Молфета    | Италија   | партнерство   | 1969. |
| Амјен      | Француска | партнерство   | 1971. |
| Нови Јичин | Чешка     | партнерство   | 1975. |
| Извор      |           |               |       |